# نادیلو
روستای نادیلو به عنوان مرکز دهستان قبله داغی تقریباً در 4 کیلومتری جنوب غربی آذرشهر واقع است. این روستا در سال 1398 حدود 1258 خانوار و در حدود 5167 نفر جمعیت دارد.این روستا ۶۶۰ نفر جمعیت دارد.
نادیلو یکی از روستاهای استان آذربایجان شرقی است که در دهستان قبله‌داغی بخش حومه واقع شده‌است.
کوهی قلعه فوق در آن واقع شده به کوه قلعه جوق معروف است

## جاهای دیدنی
تافتافا قاباغی، چشمه طبیعی تاپتاپان،چشمه حضرت جبرئیل، نشانه اسماعیل، سنگ منصور، تخته سنگ مرزه (معزییلی قره)، ایکی قاپلی، باش گؤزه و قالاجیخ داغی و … از جاهای دیدنی این روستا به‌شمار می‌آیند.